# Quogue
Quogue es una villa ubicada en el condado de Suffolk en el estado estadounidense de Nueva York. En el año 2000 tenía una población de 1,018 habitantes y una densidad poblacional de 93 personas por km².

## Geografía
Quogue se encuentra ubicada en las coordenadas 40°49′22″N 72°36′5″O / 40.82278, -72.60139. Según la Oficina del Censo, la ciudad tiene un área total de 17,2 km² (6,6 mi²), de la cual 10,9 km² (4,2 mi²) es tierra y 6,3 km² (2,4 mi²) (36.69%) es agua.